# Alberto Curamil
Alberto Pascual Curamil Millanao (1974) es un líder mapuche chileno que lleva el título tradicional de lonco. Ha tenido una destacada participación en el activismo por la protección del medio ambiente en la zona sur de Chile. Fue galardonado en 2019 con un premio internacional de gran prestigio, el Premio Ambiental Goldman que coloquialmente se denomina «el Nobel ambiental» o «el Nobel verde». Según destacó el jurado, se le ha conferido el galardón por una meritoria actividad en la que «superando persecución y ataques violentos en su contra, unió a los chilenos para impedir la construcción de dos proyectos hidroeléctricos y proteger un río sagrado»
Desde el 14 de agosto de 2018, Curamil se encuentra en prisión, acusado de participar en un asalto a una Caja de compensación. Por este motivo, probablemente no podrá concurrir a la ceremonia de entrega del premio en San Francisco y lo recibirá su hija Belén y otro dirigente mapuche en su representación.

## Contexto y trayectoria
El lonco Alberto Curamil es vocero de la organización Alianza Territorial Mapuche, dedicada a la protección de los ríos y bosques nativos de la región de la Araucanía. También es miembro y representante del Lof Radalko de Curacautín, y es un reconocido activista de la recuperación de los espacios y prácticas ancestrales, así como de la preservación del idioma nativo Mapudungún.
El Ministerio de Energía de Chile anunció entre 2010 y 2015 la realización de decenas de grandes proyectos hidroeléctricos en los ríos de La Araucanía. Enmarcados en ese plan de desarrollo energético, dos empresas privadas de energía (SwissHydro y Agrisol) planeaban construir, con el respaldo del gobierno de Chile, dos centrales hidroeléctricas de gran envergadura (Alto Cautín y Doña Alicia) en los cauces del Río Cautín localizados en pleno territorio mapuche y sin la venia de las comunidades.

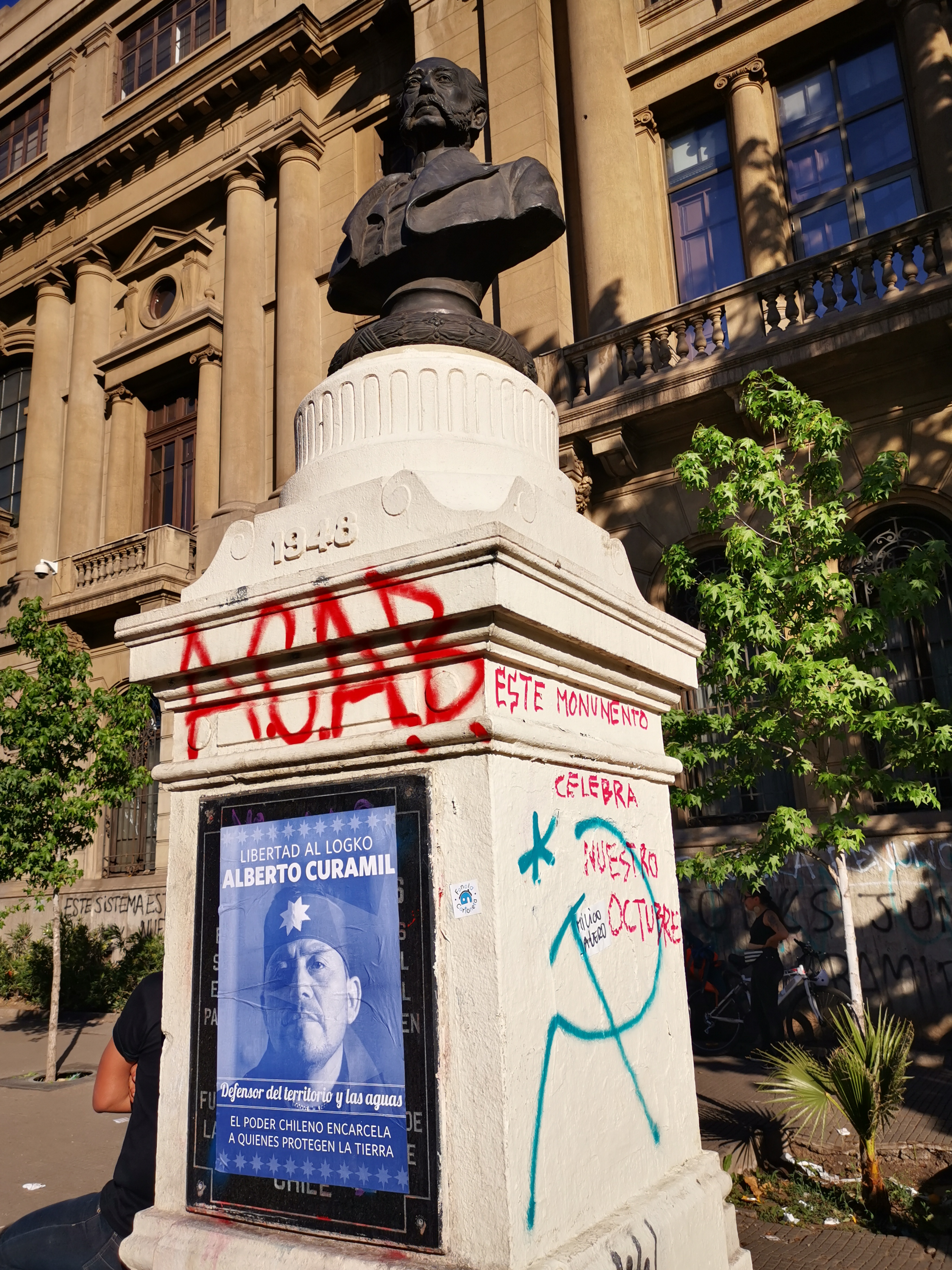
Afiche a favor de Curamil instalado en un monumento durante las protestas de octubre de 2019.

La defensa del flujo natural del agua en este «río sagrado» para los mapuches, como asimismo de sus ecosistemas fluviales y de orilla se transformó en el centro de la actividad del Lonco Curamil.
El primer arresto de Curamil ocurrió en 2014, cuando fue detenido por Carabineros junto a otros dos líderes mapuches en medio de una protesta, acusados de perturbación de la paz y causar disturbios públicos. Según señalaron los medios de prensa en esa ocasión, tanto él como su esposa ambarazada fueron golpeados violentamente por la policía.
En mayo de 2016 el movimiento liderado por Curamil tuvo éxito y la  Agencia de Servicios Ambientales canceló el proyecto hidroeléctrico Alto Cautín y en diciembre del mismo año, el Tercer Tribunal Ambiental resolvió la detención del proyecto hidroeléctrico Doña Alicia señalando la falta de consulta a los mapuches y la carencia de una evaluación precisa de los impactos ambientales del proyecto.
Dos años más tarde, en agosto de 2018, la policía volvió a arrestar a Alberto Curamil, junto con el Werkén Álvaro Millalén, por presuntos delitos relacionados con un asalto. En mayo de 2019, ambos dirigentes mapuches, deberán ser enjuiciado. Se les acusa de haber perpetrado en abril de 2018 un asalto a la caja de compensación Los Héroes de la ciudad de Galvarino y se encuentran (abril de 2019) en la cárcel de Temuco Los dirigentes mapuches, a través de sus propios medios de difusión, calificaron esta detención y la vinculación con el asalto como «un burdo montaje de la policía» y anunciaron que demostrarían en el juicio que Curamil y Millalen se encontraban en otra ciudad el día de los hechos.
En abril de 2020 Curamil volvió a ser detenido, esta vez al negarse a devolverse frente a un bloqueo policial instalado con fines de prevención de la crisis sanitaria. En el incidente, registrado en video, Curamil hace avanzar su camioneta poniendo en peligro al policía apostado frente a él, desobedeciendo las reiteradas instrucciones de retroceder.